# Lavabit
Lavabit est un service de courriels lancé en 2004 dont les opérations furent suspendues en août 2013 à la suite du refus de se soumettre à des ordres du gouvernement des États-Unis. Il est détenu et exploité par l'Américain Ladar Levison,,.

## Histoire
Lavabit fut lancé en 2004 par des programmeurs texans qui avaient fondé la société Nerdshack LLC, renommée Lavabit LLC l'année suivante, pour répondre au manque de confidentialité de Gmail, tout comme à l'usage d'informations recueillies par Google, la société propriétaire de ce service, notamment dans des buts publicitaires. Lavabit offrit des niveaux nettement plus élevés de confidentialité grâce entre autres à l'usage d'algorithmes de cryptographie asymétrique. La solidité des méthodes en usage furent, selon certains experts, jugées pratiquement impossibles à briser, même pour des organismes possédant une expertise poussée dans ce domaine. 
En août 2013, Lavabit servait environ 410 000 clients et offrait des services gratuits et payants, incluant un espace de stockage pouvant aller jusqu'à 8 gigaoctets,.
Avant qu'Edward Snowden ne dévoile certaines activités des agences de renseignements américains, Lavabit s'était soumis à certains mandats de recherche. Par exemple, en juin 2013, un mandat avait autorisé une recherche dans le compte d'un internaute soupçonné de détenir du matériel de pornographie infantile.
En juillet 2013, Lavabit attira l'attention des médias lorsqu'il fut révélé qu'Edward Snowden utilisait l'adresse edsnowden@lavabit.com pour inviter des avocats spécialistes des droits de l'homme et des militants à une conférence pendant qu'il se confinait à l'intérieur de l'aéroport international Cheremetievo à Moscou.
Le 8 août 2013, Lavabit suspendit ses opérations et le message d'accueil du site pour les courriels fut remplacé par un message du propriétaire et exploitant Ladar Levison. Le journal The New Yorker fit l'hypothèse que la suspension était la conséquence d'activités de surveillance domestique de la National Security Agency. Le magazine Wired avança que Levison s'opposait à l'exécution d'un mandat ou d'une lettre de sécurité nationale qui exigeait des informations sur un client pour des raisons exceptionnelles, puisque Lavabit avait déjà accepté de collaborer auparavant,. Levison, dans une entrevue, admit qu'il s'était plié à au moins une douzaine de subpoenas depuis que Lavabit était en exploitation.
Levison expliqua qu'il était soumis à une obligation de silence et était donc dans l'incapacité légale d'expliquer publiquement les raisons qui l'amenèrent à suspendre les services de courriel de Lavabit. À la place, il demanda des dons pour combattre en faveur de la constitution des États-Unis devant la Cour d'appel des États-Unis pour le quatrième circuit. Levison ajouta qu'il lui était aussi interdit de partager des informations avec son avocat. Entretemps, l’Electronic Frontier Foundation demanda au FBI de faire preuve d'une plus grande transparence envers le public, dans le but d'aider à comprendre pourquoi une entreprise de dix ans devait fermer ses portes.
Lavabit serait la première société technologique américaine qui aurait préféré arrêter ses activités plutôt que de se soumettre à un mandat de recherche du gouvernement des États-Unis. La société Silent Circle, qui offre aussi un service de courriels chiffrés, suivit l'exemple de Lavabit,.

## Réouverture
Le 20 janvier 2017, Ladar Levison, le propriétaire, relança le service. Ce dernier a été entièrement refondé et utilise la technologie Dark Internet Mail Environment (DIME) sur laquelle Ladar travaillait depuis quelques années. La plateforme DIME et le serveur de messagerie Open Source Magma permettent la mise en place d'un chiffrement de bout en bout. Lavabit s'utilise grâce un abonnement annuel,.